# Parc national de Saadani
Le parc national de Saadani est un parc national de Tanzanie, le long de la côte de l'océan Indien.

## Histoire
Au XIXe siècle, cette section de côte à proximité de Bagamoyo abritait un port marchand, à hauteur de l'actuel village de Saadani, tombé en décrépitude avec la colonisation. Au début des années 1960, le gouvernement tanzanien y établit une réserve naturelle, et celle-ci devient le 13e parc national du pays en 2002.

## Géographie
Le parc regroupe une large section de côte. Pratiquement dépourvu de relief à l'exception de basses collines, le parc est couvert de forêt et de savane arborée. Sa particularité est d'être une des rares zones de savane proche de la côte, et la seule réserve de faune bordée par l'océan Indien en Afrique. Bien que située à vol d'oiseau à juste 100 km de Dar es Salam, le parc reste difficilement accessible en raison de l'absence de route longeant la côte.
Le sud du parc est dominé par le delta de la rivière Wami.

## Faune
La réserve abrite la faune habituelle de la région. Les girafes, gnous, buffles, antilopes et éléphants sont nombreux, les lions et léopards bien présents bien que plus rarement observés.